# Roberto d'Amico
 (août 2023).
Roberto d'Amico, né le 7 mai 1967 à Charleroi, est un homme politique délégué syndical FGTB belge, membre du Parti du travail de Belgique (PTB).

## Biographie
Roberto d'Amico suit des études d'électronique puis commence un bachelor en informatique qu'il n'a pas terminé. 
Il travaille ensuite pendant 30 ans pour Caterpillar à Gosselies, dont 26 années de travail de nuit. Son père communiste lui conseille de se syndiquer, ce qu'il fait en rejoignant la FGTB. Il devient par la suite délégué syndical FGTB à Caterpillar. Il perd son travail en avril 2017 à la suite de la fermeture du site. Il devient par la suite accompagnateur social. 
Il rejoint le PTB au milieu des années 1990.
Aux élections communales de 2018, il devient conseiller communal à Charleroi.
Il occupe la deuxième place sur la liste fédérale du PTB pour le Hainaut pour les élections de 2024.

### Député fédéral
Aux élections législatives fédérales de 2019, il devient député à la Chambre des représentants. Il s'occupe des questions économiques au sein du groupe PTB.

#### Activités parlementaires
Le 19 mars 2020, d'Amico, de concert avec les groupes PTB, N-VA et Vlaams Belang à la Chambre des représentants, vote contre la confiance au Gouvernement Wilmès II,..

### Vie privée
Il est marié et a deux enfants.